# Pyrrhopyge decipiens
Espèce
Pyrrhopyge decipiens est une espèce de lépidoptères (papillons) de la famille des Hesperiidae, de la sous-famille des Pyrginae, de la tribu des Pyrrhopygini et du genre Pyrrhopyge.

## Dénomination
Pyrrhopyge decipiens a été nommé par Paul Mabille en 1903.

### Nom vernaculaire
Pyrrhopyge decipiens se nomme Red-spotted Firetip en anglais.

## Description
Pyrrhopyge decipiens est un papillon au corps trapu noir, aux côtés du thorax et l'extrémité de l'abdomen rouge. 
Les ailes sont de couleur marron à noir à frange blanche.

## Écologie et distribution
Pyrrhopyge decipiens est présent en Bolivie et au Pérou; sa présence en Équateur reste à confirmer,.

### Protection
Pas de statut de protection particulier.